# メチルエルゴメトリン
メチルエルゴメトリン (Methylergometrine)、またはメチルエルゴノビン(methylergonovine)は、エルゴリンやリゼルグ酸アミド類に属す物質である。エルゴノビン（エルゴメトリン）の合成された類縁体である。子宮収縮作用から産婦人科領域で産後の出血を防ぐ目的で用いられている。メチルエルゴメトリン・マレイン酸の医薬品の製品名はメテルギン (Methergine)である(ノバルティス製造販売)。「パルタンM」（持田製薬製造販売）。
2mgの摂取で幻覚剤のLSDにやや似た作用があるが、LSDとは異なり不快な身体作用も起こすため完全な代替物ではない。子宮収縮作用を期待した場合のメチルエルゴメトリンの用量は200 µgで、幻覚剤として作用する量の10分の1である。

## 適応症
子宮収縮の促進並びに子宮出血の予防及び治療の目的で次の場合に使用する。
胎盤娩出前後、弛緩出血、子宮復古不全、帝王切開術、流産、人工妊娠中絶

## 用途

### 産科
メチルエルゴメトリンは平滑筋収縮薬であり、主に子宮で作用する。 これは分娩時の過剰な出血を治療する、または予防するために用いられる。流産や人工妊娠中絶でも用いられる。胎盤娩出を促進するために用いられることもある。錠剤、水溶液、注射薬として用いられる。

### 片頭痛
メチルエルゴメトリンは片頭痛の予防または急性期の治療に用いられることがある。メチルエルゴメトリンは、メチセルジド (methysergide) の活性代謝物である。

## 禁忌
メチルエルゴメトリンは 高血圧症 、妊娠子癇には禁忌である。 HIV 陽性患者でプロテアーゼ阻害剤であるデラヴィルジン (delavirdine) とエファビレンツ (efavirenz) とも併用禁忌である。(これらは5HT2A-mGlu2受容体サブユニットのアゴニストであり、メチルエルゴメトリン投与時の幻覚を増強させる。)

## 副作用
副作用:
- コリン作動性 による吐き気、嘔吐、下痢
- めまい
- 肺高血圧症[要出典]
- 冠動脈の収縮
- 重症高血圧、特に 妊娠高血圧)
- 痙攣

過量投与では、メチルエルゴメトリンは筋攣縮、呼吸抑制と昏睡を引き起こす。

## 相互作用
メチルエルゴメトリンは、肝臓のCYP3A4を阻害する薬物と相互作用を示す。アゾール系抗真菌薬(azole antifungals)、マクロライド系抗生物質(macrolide)や多くのHIV治療薬などが該当する。 メチルエルゴメトリンは交感神経作動薬や麦角アルカロイドと同様に血管を収縮作用を増強させる。

## 作用機序
メチルエルゴメトリンは セロトニン、ドーパミン および α-アドレナリン 受容体の部分的アゴニスト/アンタゴニストである。 その特異的なな結合・活性化のパターンにより、子宮平滑筋を 5-HT2A セロトニン受容体を通じて収縮させる。全身の血管への影響は、その他の麦角アルカロイドに比べて少ない。
メチルエルゴメトリンは、エルゴノビン（エルゴメトリン）の合成された類縁体である。このエルゴノビンは、幻覚剤である麦角アルカロイドであり、麦角菌や、多くの種類の朝顔が含有する。またこのエルゴリン (ergoline) 系化合物には、エルゴメトリン、リゼルグ酸、 リゼルグ酸アミド（エルジン:ergine）、LSD（リゼルグ酸ジエチルアミド）などがある。
ジョナサン・オットによると、1970年代には2mg（通常量の10倍）のエルゴノビンの摂取によって幻覚作用が生じることが報告され、1980年にはオットはメテルギン（本物質の製品名）2mg（医薬品としての使用量の8倍以上）を用いた自己実験を行いややLSDに似た効果を報告しエルゴノビンより強いとしたが、両薬物共にLSDとは異なり身体にはだるさなど不快な作用が生じるため、LSDと同等の代替物にはなりえないとしている。